# Український Дім (Білорусь)
Український Дім в Білорусі (УД, біл. Украінскі Дом) — некомерційна білоруська організація, що працює на державному і регіональному рівнях. Завданням Українського Дому є сприяння міжкультурному діалогу між Білоруссю і Україною в галузі розробки і реалізації культурних і економічних міждержавних і регіональних програм. Український Дім в Білорусі 7 червня 2014 саморозпустився

## Передумови
Упродовж останніх 15 років, незважаючи на тісні історичні, соціальні, економічні і міжрегіональні зв'язки між Білоруссю і Україною, а також географічне розташування Брестської області, в поліському регіоні відсутнє зорганізоване суспільно-культурне життя українців-громадян Республіки Білорусь, а також відсутни взаємини з Україною (у бізнесі, економічних стосунках, культурних, спортивних, туристичних і інших). Відсутні засоби масової інформації українців, теле-радіовіщання, школи, бізнес-центри, спільні торгові підприємства, заводи і так далі. Попри це, склалася сприятлива атмосфера для виходу з цього положення. Створення Українського Дому наочний приклад тому. Фахівці Українського Дому ведуть розробку проектів для економічного і культурного секторів. Деякі елементи повністю оформлені і готові до реалізації. Діяльність Українського Діму спрямована на надання економічної і гуманітарної підтримки національної групи, лобіювання її національних інтересів за умови достатніх для цього економічних і політичних можливостей Українського Дому.

## Партнери
- Центр регіонального розвитку «Співпраця без кордонів» (Україна)
- Всеукраїнська молодіжна громадська організація «Національний Альянс» (Україна)
- партія «За Україну!» (Україна)[4]

## Керівництво УД
- Лєвон Вабіщенко

## Історія в датах
- 23 червня 2010 — реєстрація Українського Дому.
- 6 жовтня 2010 Український Дім звернувся в українські структури МЗС, що викликало негативну реакцію дипломатичної місії, членів офіційних мінських товариств через відображення реальної ситуації діаспори.
- 5 квітня 2011 Український Дім направляє лист-звернення спільноті України, що б об'єднувати зусилля для реалізації програмних завдань та місії.
- 13 червня 2011 святкування 115 річчя українського письменника з Брестського краю Володимира Китаївського.
- 14 липня 2011 створення науково-дослідної програми «Пізнай Україну через Пінськ». Створений план програми.